# Генерал-полковник
Генера́л-полко́вник — воинское звание высшего офицерского состава вооружённых сил в ряде государств мира. В зависимости от системы воинских званий каждого государства может являться одним из высших или высшим воинским званием.
Иногда офицер в этом звании может обозначаться четырьмя звёздами или носить историческое наименование «генерал-капитан», именоваться «полный генерал», обычно командует армией.
В Вооружённых силах Российской Федерации является третьим по старшинству званием, выше генерал-лейтенанта и ниже генерала армии.

## СССР и Россия
В категории военнослужащих корабельного состава ВМФ званию генерал-полковник соответствует звание адмирала (ОФ-8).
| младшее войсковое звание: Генерал-лейтенант | Генерал-полковник | старшее войсковое звание: Генерал армии |

Всего в СССР и России вводились следующие звания генерал-полковников:
Воинские звания
- генерал-полковник (с 1940 г.)
- генерал-полковник авиации (1940—1993)
- генерал-полковник артиллерии (1940—1984)
- генерал-полковник береговой службы (1940—1952)
- генерал-полковник ветеринарной службы (1943—1971, 1993—1998)
- генерал-полковник войск связи (1940—1984)
- генерал-полковник-инженер (1971—1984)
- генерал-полковник инженерно-авиационной службы (1942—1951)
- генерал-полковник инженерно-артиллерийской службы (с 1942 по первую половину 1950-х)
- генерал-полковник инженерно-танковой службы (с 1942 по первую половину 1950-х)
- генерал-полковник инженерно-технической службы (1943—1971)
- генерал-полковник инженерных войск (1940—1984)
- генерал-полковник интендантской службы (1940—1984)
- генерал-полковник медицинской службы (с 1943)
- генерал-полковник танковых войск (1940—1984)
- генерал-полковник технических войск (1940—1984)
- генерал-полковник юстиции[2] (с 1943)
- инженер-генерал-полковник (1942—1950-е гг.)

Специальные звания
- генерал-полковник внутренней службы (с 1973[3])
- генерал-полковник милиции (1992—2011)
- генерал-полковник налоговой полиции (1993—2003)
- генерал-полковник полиции (с 2003[4])
- генерал-полковник таможенной службы (с 1997)
- генерал-полковник юстиции (с 1992[5])

Персональные звания
- генерал-полковник гражданской авиации (с 25 февраля 1950 по 27 июля 1954)
- генерал-полковник инженерной службы гражданской авиации (с 25 февраля 1950 по 27 июля 1954)

Звания в ведомствах
- генерал-полковник ведомственной охраны Минсвязи России (утверждено приказом министра связи Российской Федерации от 19.03.2003 № 29; отменено в связи с изданием приказа министра связи Российской Федерации от 28.06.2010 г. № 84). Присвоено генеральному директору ФГУП «Связь-безопасность» А. А. Крютченко[6]
- генерал-полковник спецсвязи[7]

Звания в общественных организациях
- генерал-полковник АБОП. Существовало в Общероссийской общественной организации «Академия проблем безопасности, обороны и правопорядка» (АБОП).

В настоящее время общее число советских и российских генерал-полковников составляет несколько сотен человек (список).

## Австро-Венгрия
В австро-венгерской армии звание генерал-оберста было введено в 1915 году, и было предшествующим званию генерал-фельдмаршала. В годы Первой мировой войны известно 25 австрийских генерал-оберстов.
См. также
⇒ Список генерал-оберстов Австро-Венгрии

## Азербайджан
В Вооружённых Силах Азербайджанской Республики генерал-полковник — второе по старшинству воинское звание после генерала армии (воинское звание «генерал армии» по состоянию на 2024 год никому не присваивалось). Генерал-полковник полиции и генерал-полковник внутренней службы — высшие специальные звания в органах внутренних дел, генерал-полковник таможенной службы — высшее специальное звание в таможенных органах. Присваивалось не менее одиннадцати раз.

## Армения
В Республике Армения генерал-полковник — второе по старшинству воинское звание (после генерала армии) и высшее в органах национальной безопасности и полиции (генерал-полковник полиции). Воинское звание генерал армии по состоянию на 2019 год никому не присваивалось.

После провозглашения независимости в Армении воинское звание «генерал-полковник» было присвоено нескольким лицам.

## Беларусь
В Республике Беларусь воинское звание генерал-полковник, специальные звания генерал-полковник внутренней службы и генерал-полковник милиции являются высшими званиями. За период 1992—2019 годов было присвоено не менее семи раз.

## Германия
Генерал-полковник
Звание «генерал-полковник», точнее «генерал-оберст» (нем. Generaloberst — старший, главный генерал) имеет немецкое происхождение; оно появилось в прусской королевской армии в 50-х годах XIX века. Звание сохранялось позже в армии имперской Германии (его имел Хельмут Мольтке Младший), Веймарской республики, нацистской Германии и в Национальной народной армии ГДР. До 1945 года это было второе звание по старшинству после генерал-фельдмаршала, выше званий полного генерала («генерал пехоты, артиллерии» и тому подобные).
Это было высшее звание, которое можно было получить в мирное время, так как звание генерал-фельдмаршала могло быть присвоено только во время войны за крупную победу над войсками противника или взятие важной крепости. Лица, носившие звание Generaloberst, как правило, занимали должности, аналогичные занимаемым генералами армии в Советской Армии.
Знак различия — три звезды на погонах.
В гитлеровской Германии званию генерал-оберста соответствовало звание генерал-адмирала (нем. Generaladmiral) на флоте и оберстгруппенфюрера (нем. Oberstgruppenführer) в войсках СС. Всего в годы Второй мировой войны это звание носило около 50 человек (не считая впоследствии ставших фельдмаршалами). Самые знаменитые генерал-оберсты вермахта — Гейнц Гудериан, Альфред Йодль и Франц Гальдер.
В армии ГДР звание генерал-полковника было вторым после генерала армии (как и в СССР). В бундесвере ФРГ, начиная с его создания в 1949 году, этого звания не существует.

## Грузия
В Вооружённых Силах Грузии воинское звание генерал-полковник существовало до 2002 года, однако никому не присваивалось, как и вышестоящее звание генерал армии. В настоящее время звание генерал-полковник в Грузии отсутствует, а вторым по старшинству после генерала армии является воинское звание генерал-лейтенант.

## Казахстан
В Республике Казахстан генерал-полковник — второе по старшинству воинское звание (после генерала армии). В 1995—1997 годах для Государственного следственного комитета Республики Казахстан вводилось специальное звание генерал-полковника юстиции. Присваивалось не менее 7 раз.

## Киргизия
В Киргизской Республике генерал-полковник — второе по старшинству воинское звание (после генерала армии), генерал-полковник милиции и генерал-полковник внутренней службы — высшие специальные звания в органах внутренних дел, генерал-полковник таможенной службы — высшее специальное звание в таможенных органах. Присваивалось не менее семи раз.

## Словакия
Генерал-полковник (словац. Generálplukovník) — третье по старшинству высшее воинское звание в Словакии в 1993—2002 годах (выше — генерал армии, ниже — генерал-поручик и генерал-майор). В 2002 году в результате изменения системы генеральских званий было упразднено, третьим по старшинству генеральским званием стало звание генерал-поручика.

## Таджикистан
В Республике Таджикистан генерал-полковник — второе по старшинству воинское звание (после генерала армии), генерал-полковник милиции — высшее специальное звание в органах внутренних дел. Присваивалось одиннадцать раз.

## Туркменистан
В Туркменистане генерал-полковник — третье по старшинству воинское звание (после генерала армии и маршала Туркменистана), генерал-полковник внутренней службы, генерал-полковник полиции — высшие специальные звания в органах внутренних дел. Присваивалось не менее одиннадцать раз.

## Турция
Воинское звание генерал-полковник существует в Турции (korgeneral).

## Узбекистан
В Республике Узбекистан генерал-полковник — второе по старшинству воинское звание (после генерала армии), генерал-полковник внутренней службы — высшее специальное звание в органах внутренних дел, генерал-полковник таможенной службы — высшее специальное звание в таможенных органах. Присваивалось не менее семи раз.

## Чехия
Генерал-полковник (чеш. Generálplukovník) — второе по старшинству высшее воинское звание в Чехии в 1993—1999 годах (выше — генерал армии, ниже — генерал-поручик и генерал-майор).
В 1999 году в результате изменения системы генеральских званий было упразднено, третьим по старшинству генеральским званием стало звание генерал-поручика.

## Чехословакия
Генерал-полковник (чеш. Generálplukovník) — высшее воинское звание в Чехословакии в 1918—1919, 1953—1992 годах. В 1918—1919 годах — второе по старшинству (выше — маршал, ниже — генерал пехоты (генерал кавалерии), подмаршал, генерал-майор), в 1953—1992 годах — третье по старшинству генеральское звание (выше — генерал армии, ниже — генерал-поручик и генерал-майор).
В 1919—1927 годах система генеральских званий в Чехословакии состояла из генералов 1—5 классов, в 1927—1947 годах включала три звания — генерал армии, дивизионный генерал и бригадный генерал, в 1947 году было введено звание корпусного генерала. В 1953 году звания корпусного, дивизионного и бригадного генерала заменены на звания генерал-полковника, генерал-поручика и генерал-майора.
После распада Чехословакии звание было сохранено в Чехии (до 1999 г.) и Словакии (до 2002 г.). Впоследствии в этих государствах третьим по старшинству генеральским званием становится звание генерал-поручика.